# Числа Деланнуа
Числа Деланнуа (или числа Деланоя; фр. Delannoy) D(a, b) в комбинаторике описывают количества путей из левого нижнего угла прямоугольной решётки (a, b) в противоположный по диагонали угол, используя только ходы вверх, вправо или вверх-вправо («ходом короля»). В a-мерном клеточном автомате D(a,b) задают количество клеток в окрестности фон Неймана радиуса b, последовательность A008288 в OEIS; количество клеток на поверхности окрестности задет последовательность A266213 в OEIS. Названы в честь французского математика Анри Огюста Деланнуа.

## Некоторые значения
Для квадратной сетки n × n первые числа Деланнуа (начиная с n=0) последовательность A001850 в OEIS:
1, 3, 13, 63, 321, 1683, 8989, 48639, 265729, …
Например, D(3,3)=63, так как существует 63 различных пути Деланнуа в квадрате 3 × 3:
Пути, которые не поднимаются выше диагонали, описывают числа Шрёдера.
Дополнительные значения приведены в таблице:
| k\n | 0 | 1 | 2  | 3  | 4  | 5  | 6  | 7   | 8   | 9   | 10  |
| --- | - | - | -- | -- | -- | -- | -- | --- | --- | --- | --- |
| 0   | 1 | 1 | 1  | 1  | 1  | 1  | 1  | 1   | 1   | 1   |     |
| 1   | 1 | 3 | 5  | 7  | 9  | 11 | 13 | 15  | 17  | 19  | 21  |
| 2   | 1 | 5 | 13 | 25 | 41 | 61 | 85 | 113 | 145 | 181 | 221 |

## Свойства
Числа Деланнуа удовлетворяют рекуррентному соотношению:
{\displaystyle \ D(m,n)=D(m-1,n)+D(m-1,n-1)+D(m,n-1)},
в качестве начальных условий можно принять D(0,k)=D(k,0)=1.
Это уравнение аналогично треугольнику Паскаля для биномиальных коэффициентов C(m,n):
{\displaystyle \ C(m,n)=C(m-1,n)+C(n-1,m)}
которое относится к количеству путей между теми же вершинами, но при условии, что допустимы только ходы по сторонам клеток.
Если учесть места, в которых пути пересекают диагональ, то можно вывести связь между числами Деланнуа и биномиальными коэффициентами:
{\displaystyle \ D(m,n)=\sum _{k=0}^{m}C(m,k)C(n+m-k,m)=\sum _{k=0}^{m}2^{k}C(m,k)C(n,k)}
Кроме того
{\displaystyle D(m,n)=\sum _{k=0}^{n}A(m,k),}
где {\displaystyle A(m,k)} задано последовательность A266213 в OEIS.
Производящая функция для чисел:
{\displaystyle \sum _{p,q=0}^{\infty }D(p,q)x^{p}y^{q}={\frac {1}{1-x-y-xy}}}
Когда рассматриваются пути в квадрате, числа Деланнуа равны:
{\displaystyle D(n)=D(n,n)=P_{n}(3)}, где {\displaystyle P_{n}(x)} — полином Лежандра.
Другие свойства для них:
{\displaystyle D(n)={\frac {3(2n-1)D(n-1)-(n-1)D(n-2)}{n}}}
{\displaystyle \sum _{n=0}^{\infty }D(n)x^{n}={\frac {1}{\sqrt {1-6x+x^{2}}}}=1+3x+13x^{2}+63x^{3}+321x^{4}+\ldots }